# Psammobotys alpinalis
Psammobotys alpinalis är en fjärilsart som beskrevs av Munroe 1972. Psammobotys alpinalis ingår i släktet Psammobotys och familjen Crambidae. Inga underarter finns listade i Catalogue of Life.